# Гірнича промисловість Гвінеї
Гірнича промисловість Гвінеї

## Загальна характеристика
Гірнича промисловість – одна з провідних галузей, на яку в кінці ХХ ст. припадало 60% працівників зайнятих в промисловості, дає бл. 80% валового обсягу пром. продукції. Частка продукції гірничодобувної промисловості у вартості експорту скорочується, якщо у 1980-х рр. вона становила до 95%, у  1993 – бл. 86%, то у 1994-1995 вже 78%. Розробкою більшості родовищ корисних копалин займаються спільні підприємства, утворені іноземними консорціумами і урядом Ґвінеї, який, як правило, володіє 49% акцій таких підприємств. Всі аспекти інвестицій в гірничому секторі економіки координує Centre de Promotion et de Développement Minier (CPDM), який діє у співробітництві зі Світовим Банком та інш. міжнародними організаціями. 
Основа гірн. промисловості Ґ. – видобуток бокситів, алмазів, золота.

## Окремі галузі
Бокситовидобувна промисловість. У 1980-х роках в країні діяли три підприємства з видобутку бокситів — в Кіндіа (повністю належить державі), Фріа (власність консорціуму Фрігіа, бокситову сировину поставляють родовища Західно-Африканської бокситоносної провінції) і Боке (належить змішаному товариству «Боксит де Ґіне»). У 1995 загальний видобуток бокситів становив 13,6 млн т.
У 1990-х рр. за видобутком бокситів і за їх експортом Ґ. займала 2-е місце у світі (понад 12 млн т на рік) після Австралії. На межі ХХ-XXI ст. Ґ. займає 2-е місце, після Австралії, з видобутку і 1-е з експорту (15,6 млн т бокситів і 62 тис. т глинозему на рік.
У 1999 р. провідна компанія Companie des Bauxites de Guinée (CBG), яка розробляла унікальне родовище Сангареді, видобула 13.6 млн т сирих бокситів і одержала дроблених та висушених бокситів 12,5 млн т. Змішуючи руди Сангареді з біднішими бокситами родовищ Бідікум і Силідара, отримують сировину із вмістом Al2O3 54%, яку збагачують на фабриці в м. Камсар, звідки після дроблення і сушки (вологість знижується з 12.5% до 6.7%) відправляють споживачам морським шляхом. Невелику частину бокситів кальцинують для постачання на ринок абразивів. У 2000 р. компанією було видобуто 14.4 млн т сирих бокситів. Собівартість видобутку бокситів на руднику Боке у 2000 р. становила 9.9 дол./т, середня ціна — 29 дол./т. У 2000 р. капіталовкладення компанії складають бл. 31 млн дол.
На підприємстві Friguia, що контролюється державною компанією Aluminia Company of Guinea (ACG), у 1999 р. видобуток бокситу становив 2,3 млн т і виробництво глинозему 650 тис. т з нарощуванням, що планується у 2003 до 700 тис. т/рік.
Алюмінієва галузь. У 2001 у виробництві алюмінію працювало три оператори: • Companie des Bauxites de Guinée (CBG) (12.3 млн т.), участь уряду і Halco (Alcoa/Alcan/VAW/Pechiney/Reynolds/Comalco) — 50:50. •Reynolds Metals має в управлінні підприємство Friguia (2.3 млн т. у 2000), завод глинозему продуктивністю 0.6-1.4 млн т (0.7 млн т у 2001). • Société des Bauxites de Kindia (SBK) — у власності уряду. Компанія Guinea Aluminium Products Co (GAPCO) здійснювала три проєкти — електрогенераційний на річці Konkoure в Souapiti-Kaleta, щоб виробити 750 МВт; другий — алюмінієплавильний завод потужністю 2.6 млн т/рік у Sangaredi (вихідна руда — від CBG, продуктивність по руді 8 млн т бокситу і вартість US$2.2 млрд); третій — доведення продуктивності очисного заводу в Friguia до 1 млн т./рік.
У 2002 р. компанія «Російський алюміній» стала власником контрольного пакету акцій компанії Aluminia Company of Guinea (ACG).
На підприємстві державної компанії SBK у 2000—2001 рр. видобуток бокситу становить приблизно 1,5 млн т/рік при проєктній продуктивності 3,0 млн т/рік. Урядом розглядається проєкт приватизації підприємства із залученням відповідних інвестицій в реконструкцію і збільшенням продуктивності до 4,0 млн т./рік. У 2001 р. було повідомлено, що компанія «Російський алюміній» дістала право на управління виробничими потужностями ґвінейської компанії «Товариство бокситів Кіндії» (SBK) протягом 25 років.
Канадська компанія Aluminium Industry Professionals Inc. у 2000—2001 рр. підготувала ТЕО будівництва глиноземного заводу Сангареді в районі Боке. Розрахункова оптимальна потужність першої черги заводу, запуск якої планується на 2005 р., становить 1.3 млн т. глинозему на рік при питомих капітальних витратах 1061 дол./т.
Розширення бокситорудної бази і будівництво нового глиноземного заводу в Ґвінеї буде сприяти розвитку світової алюмінієвої промисловості, що відчуває явний дефіцит вільної глиноземного сировини.
Залізорудний сектор. Ґвінейський уряд підписав базову угоду з австралійською компанією Rio Tinto на відробку родов. залізняка Сіманду на сході країни. За угодою Rio Tinto буде експлуатувати родовище протягом п'яти років (до 2009). Інша велика австралійська гірничодобувна компанія BHP Billiton виявляє цікавість до родовища залізняка Німба, розташованого південніше Сіманду. Майбутні виробничі потужності кожної з компаній перевищать 20 млн т товарного залізняку на рік. Об'єднання фінансових капіталів двох компаній створить оптимальні умови для реалізації проєкту. Розглядається також проєкт залізниці та портового залізорудного терміналу поблизу столиці країни м. Конакрі [Mining Journal. 2003. V.340].
Алмази. Видобуток алмазів на межі ХХ-XXI ст. становить до 200 тис. каратів на рік. Алювіальні і колювіальні родовища розробляють Trivalence в Aredor, Quatro C в регіоні Banankoro. Компанії Kerouane і Hymex виконують гірничі роботи на південному сході країни. Крім того, в країні працюють компанії Rio Tinto та De Beers (через Debsam).
Hymex виконує гірничі роботи в долині Diani в районі Macenta. Тут протягом 1993—1996 рр. було видобуто 700 тис. карат алмазів. Резерви достатні для відпрацювання ще протягом 11 років. Видобуток алмазів у 2000 склав 15 580 карат. Крім того, Hymex повторно переробляє площу Aredor 1 112 км², де сконцентрована велика кількість алмазів Ґвінеї високої якості.
Ґвінейська компанія Quatro.C виконує гірничі роботи в Somassania в Kerouane. У 2000 р. видобуто 14 400 карат алмазів. Динаміка позитивна.
Золото. Промисловий видобуток золота почався з другої половини 1980-х років — до 1 т на рік. У 2000 р. видобуто 220 211 унцій золота, у 2001 — 300 000 унцій (оцінка).
Провідний виробник золота — Société Minière de Dinguiraye (SMD), гірничі роботи ведуть на руднику Lero. Видобуток у 2000 склав 100 000 унцій золота. Ресурси в Lero і на сусідньому родовищі Karta оцінюються у 27 млн т. руди, зі вмістом 1.69 г/т Au.
Ведуться роботи на рудно-жильному родов. Gobele в префектурі Kouroussa, мета яких — щорічне добування 60 000 унцій золота. Видобуток планують здійснювати перші 3 роки кар'єром (296 тис. т руди на рік), а потім 2 роки — шахтою (по 160 тис. т руди на рік). Вміст золота в рудах 6.43 г/т.
Вуглеводні. Всі нафтопродукти Ґвінея імпортує. У 1997 році їх споживання становило 390 тис. тонн. З них 55% припадає на гірничодобувний сектор. У останні роки в цьому секторі активно діють іноземні компанії Аджіп, Тотал, Шелл, але основна частина споживчого ринку залишається за урядовою «Адміністрасьон дю сектер петрольєр». Сховища нафтопродуктів розраховані усього на 50 тис. м³.

## Геологічна служба. Підготовка кадрів
Організацію гірничо-геологіч. робіт у Ґ. здійснює Міністерство. гірн. справ і геології. Гірничо-геол. кадри готують на гірничо-геол. ф-ті (в м. Боке), Політехн. інституті в м. Конакрі (перший випуск – в 1968 р. – 6 гірн. інж. та 11 геологів).